# جبوب الرباط (عمد)

تعديل مصدري - تعديل

جبوب الرباط هي إحدى قرى  بمديرية عمد التابعة لمحافظة حضرموت، بلغ تعداد سكانها 34 نسمة حسب تعداد اليمن لعام 2004.